# Harlingen (Frísia)
Harlingen (Harns en frisó) és un municipi de la província de Frísia, al nord dels Països Baixos. L'1 de gener de 2009 tenia 15.279 habitants repartits per una superfície de 387,67 km² (dels quals 362,65 km² corresponen a aigua). Limita al nord i oest amb el mar, i té davant les illes de Texel, Vlieland i Terschelling, a l'est amb Franekeradeel i al sud amb Wûnseradiel.

## Llengües
El frisó és poc ensenyat a les escoles d'Harlingen, raó per la qual és preeminent el neerlandès. El frisó només és fortament present a Wijnaldum i Midlum. Algunes escoles secundàries s'han oposat fortament a l'ensenyament obligatori del frisó.

## Administració municipal
| Eleccions municipals 2006                    | Eleccions municipals 2006 | Eleccions municipals 2006 |
| -------------------------------------------- | ------------------------- | ------------------------- |
| Partit                                       | %                         | Regidors                  |
| PvdA                                         | 35,13                     | 6                         |
| CDA                                          | 22,12                     | 4                         |
| Harlinger Belang i Harlinger Alternatief '97 | 15,33                     | 3                         |
| VVD                                          | 13,83                     | 2                         |
| GroenLinks                                   | 10,96                     | 2                         |
| D66                                          | 2,63                      | 0                         |
| Resultats                                    | 58,61                     | 17                        |

## Galeria d'imatges

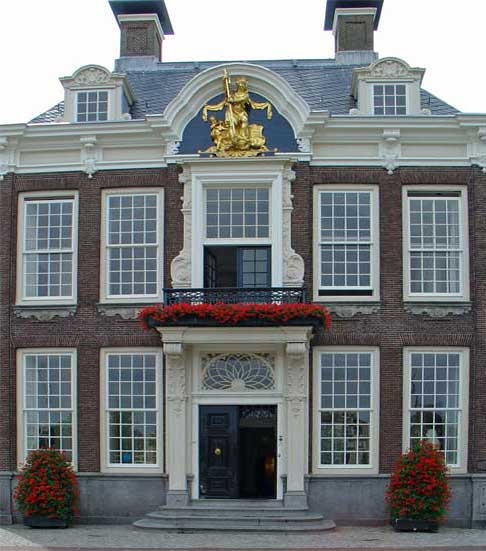
Ajuntament
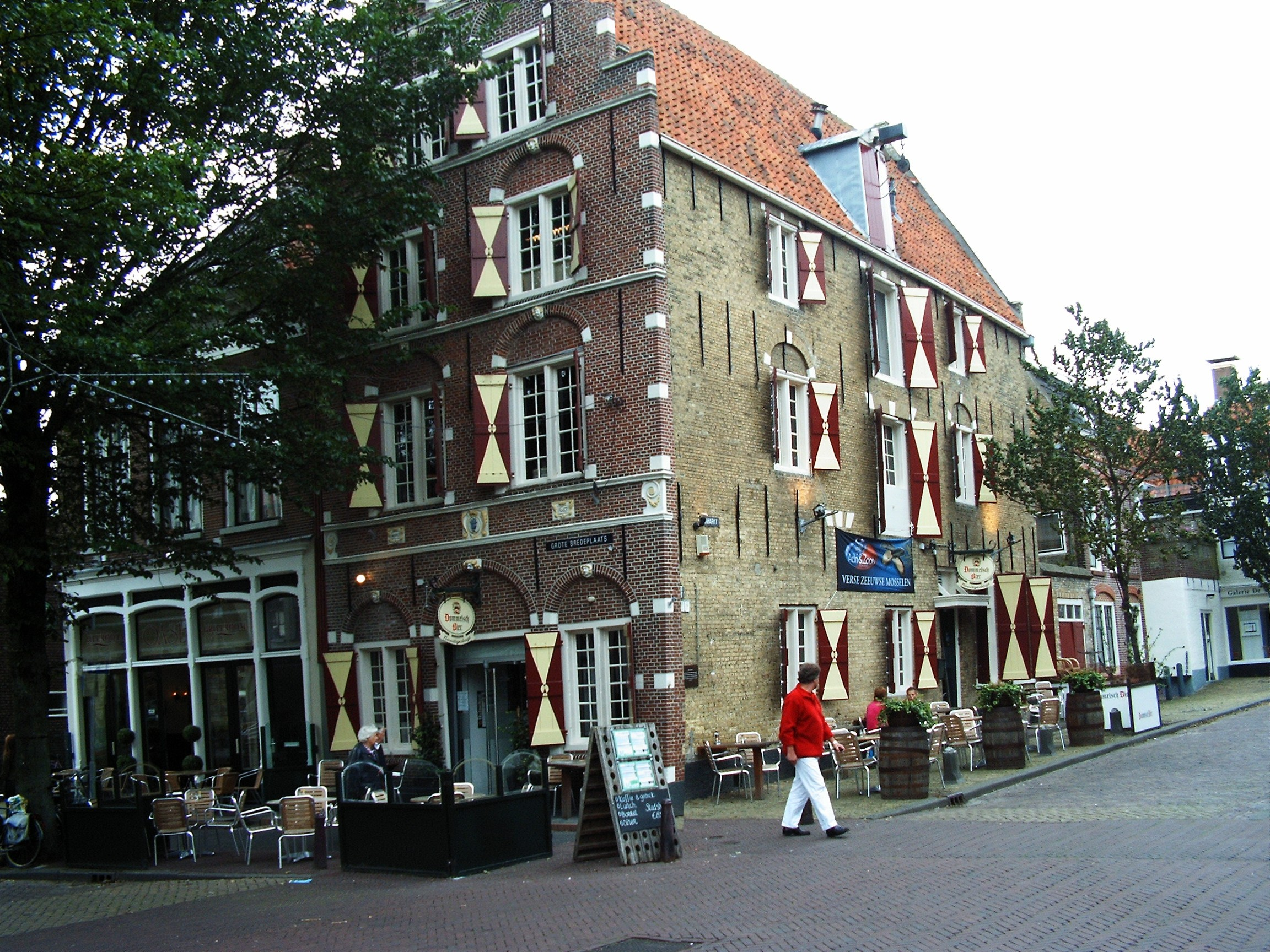
Handelshaus